# Ottokar Runze
Ottokar Runze (né le 19 août 1925 à Berlin et mort le 22 septembre 2018 à Neustrelitz) est un réalisateur et producteur de cinéma allemand.

## Filmographie partielle

### Comme réalisateur
- 1974 : Der Lord von Barmbeck
- 1974 : Im Namen des Volkes (documentaire)
- 1976 : Une vie gâchée (Verlorenes Leben)
- 1977 : Die Standarte
- 1979 : Der Mörder
- 1982 : Feine Gesellschaft - beschränkte Haftung
- 1983 : Der Schnüffler
- 1999 : Le Volcan (Der Vulkan)